# John Cain junior

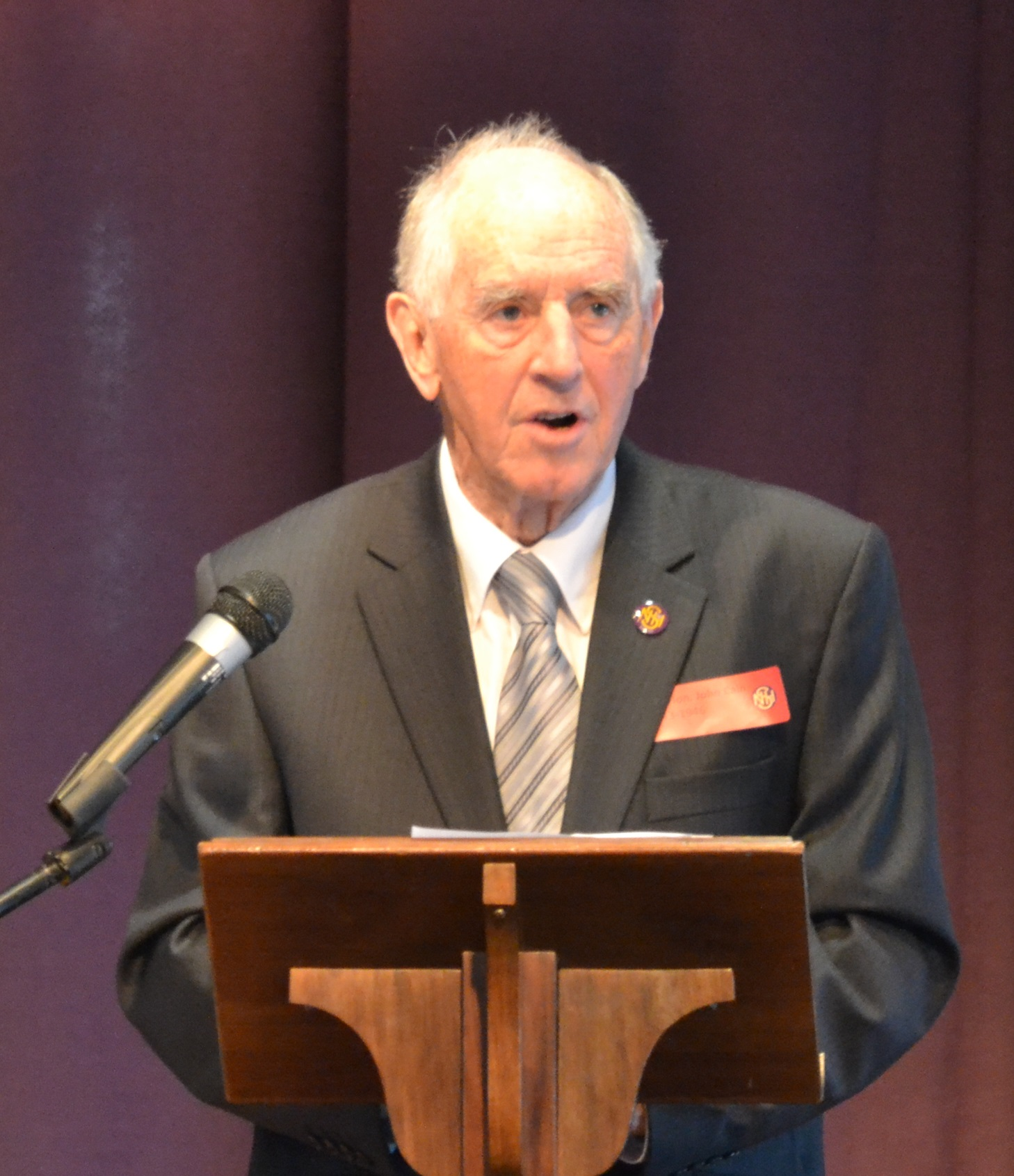
John Cain Junior

John Cain Junior (* 26. April 1931 in Melbourne, Victoria; † 23. Dezember 2019 ebenda) war ein australischer Politiker der Australian Labor Party, der unter anderem von 1982 bis 1990 Premierminister von Victoria war.

## Leben

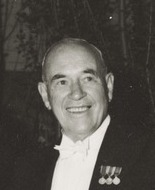
John Cain, der Vater von John Cain Junior, war drei Mal Premier von Victoria.

John Cain war der Sohn des gleichnamigen Labor-Politikers John Cain (1882–1957), der unter anderem drei Mal (1943, 1945 bis 1947, 1952 bis 1955) Premier von Victoria war. Er absolvierte ein Studium der Rechtswissenschaften an der University of Melbourne und nahm nach seiner anwaltlichen Zulassung eine Tätigkeit als Barrister auf. Im Schattenkabinett der Labor Party war er zwischen dem 1. Januar 1976 und dem 31. Dezember 1977 zunächst „Schattenminister“ für öffentliche Arbeiten und wurde am 20. März 1976 für die Labor Party erstmals Mitglied der Victorian Legislative Assembly, des Unterhauses des Parlaments, und vertrat in dieser bis zu seinem Rücktritt am 2. Oktober 1992 den Wahlkreis „Bundoora“. In der Folgezeit war er im Labor-Schattenkabinett zwischen dem 1. Januar 1977 und dem 31. Dezember 1981 „Schattenminister für Planung“ sowie zugleich vom 1. Januar 1979 bis zum 31. März 1982 „Schatten-Generalstaatsanwalt“. Als Nachfolger von Frank Wilkes wurde er am 9. September 1981 als Leader of the Labor Party in Victoria Parteivorsitzender und bekleidete diese Funktion bis zum 7. August 1990, woraufhin Joan Kirner neuer Vorsitzende der Labor Party wurde.
Am 8. April 1982 wurde John Cain Junior als Nachfolger von Lindsay Thompson von der Liberal Party of Australia Premier von Victoria und damit erster Premier der Labor Party seit dem Ende der letzten Amtszeit seines Vaters am 7. Juni 1955. Er bekleidete das Amt des Premiers bis zu seinem Rücktritt am 10. August 1990 und wurde auch in dieser Position von Joan Kirner abgelöst. In seiner Regierung bekleidete er darüber hinaus zwischen 8. April 1982 und dem 10. August 1990 verantwortlicher Minister für Frauenangelegenheiten (Minister Responsible for Women’s Affairs), vom 8. April 1982 bis zum 8. September 1983 den Posten als Generalstaatsanwalt (Attorney-General) sowie zwischen dem 8. April und dem 21. Dezember 1982 als Minister für Bundesangelegenheiten (Minister for Federal Affairs). Zuletzt fungierte er vom 2. April bis zum 10. August 1990 auch als Minister für ethnische Angelegenheiten (Minister for Ethnic Affairs).
Nach seinem Ausscheiden aus der Regierung lehrte Cain seit 1991 als „Professorial Associate“ an der Fakultät für Sozial- und Politikwissenschaften der University of Melbourne. Für seine Verdienste wurde ihm am 1. Januar 2001 anlässlich des 100-jährigen Bestehens des Australischen Bundes die Centenary Medal verliehen. Ihm zu Ehren wurde im Dezember 2020 die bisherige Melbourne Arena in John Cain Arena umbenannt.
Aus seiner 1955 geschlossenen Ehe mit Nancye Evelyn Williams gingen zwei Söhne und eine Tochter hervor, darunter der Rechtsanwalt John Cain (* 1955), der von 2006 bis 2011 als Victorian Government Solicitor Rechtsberater der Regierung von Victoria war.

## Veröffentlichungen
- John Cain’s years. Power, parties and politics, Melbourne University Press, Carlton 1995, ISBN 0-522-84615-7
- On with the show. A glimpse behind the scenes of entertainment in Australia, Prowling Tiger Press, Richmond 1998, ISBN 0-9586647-3-0
- Off course. From public place to marketplace at Melbourne University, Scribe Publications, Melbourne 2004, ISBN 1-920769-09-9

## Hintergrundliteratur
- Geoff Browne: A Biographical Register of the Victorian Parliament, 1900–84, Government Printer, Melbourne, 1985
- Raymond Wright: A People’s Counsel. A History of the Parliament of Victoria, 1856–1990, Oxford University Press, Melbourne, 1992, ISBN 978-0-19-553359-0
- Robert Murray: The fall of the House of Cain, Spectrum Publications, Melbourne 1992, ISBN 0-86786-147-9